# Список послов Пруссии в России
- 1717–1728: Мардефельд, Густав фон (1664–1729)
- 1728–1747: Мардефельд, Аксель фон (1691–1748)
- 1747–1749: Финкенштейн, Карл Вильгельм фон (1714–1800)

...
- 1762–1762: de:Wilhelm Bernhard von der Goltz (1736–1795)
- 1762–1779: Зольмс-Зонневальде, Виктор Фридрих фон (1730–1783)
- 1779–1785: de:Johann Eustach von Görtz (1737–1821)
- 1785–1794: de:Leopold Heinrich von der Goltz (1746–1816)
- 1794–1797: Тауэнцин фон Виттенберг, Богислав Фридрих Эмануэль (1760–1824)
- 1797–1799: Грёбен, Эразм Людвиг Фридрих фон дер (1744–1799)
- 1800–1802: Лузис, Спиридон
- 1802–1807: Гольц, Август Фридрих Фердинанд фон дер (1765–1832)
- 1807–1811: Шладен, Фридрих Генрих Леопольд фон (1772–1845)
- 1811–1814:
- 1814–1835: Шёлер, Фридрих фон (1772–1840)
- 1835–1845: Либерман, Август фон (1791–1847) [1]
- 1845–1854: Рохус фон Рохов, Теодор Генрих (1794–1854)
- 1854–1859: Вертер, Карл Антон Филипп фон (1809–1894)
- 1859–1862: Бисмарк, Отто фон (1815–1898)
- 1862–1863: Robert von der Goltz (1817–1869)
- 1863–1865: Редерн, Генрих фон (1804–1888)
- 1865–1869: Швейниц, Ганс Лотар (1822–1901)